# Bugatti Vision Gran Turismo
El Bugatti Vision Gran Turismo es un concepto diseñado por Bugatti. Fue presentado en el Salón del Automóvil de Fráncfort del 17 al 27 de septiembre de 2015, un mes después del lanzamiento de un video de avance publicitario, donde se exhibió un modelo a escala completa. Este diseño influyó en la producción del Chiron.

## Diseño

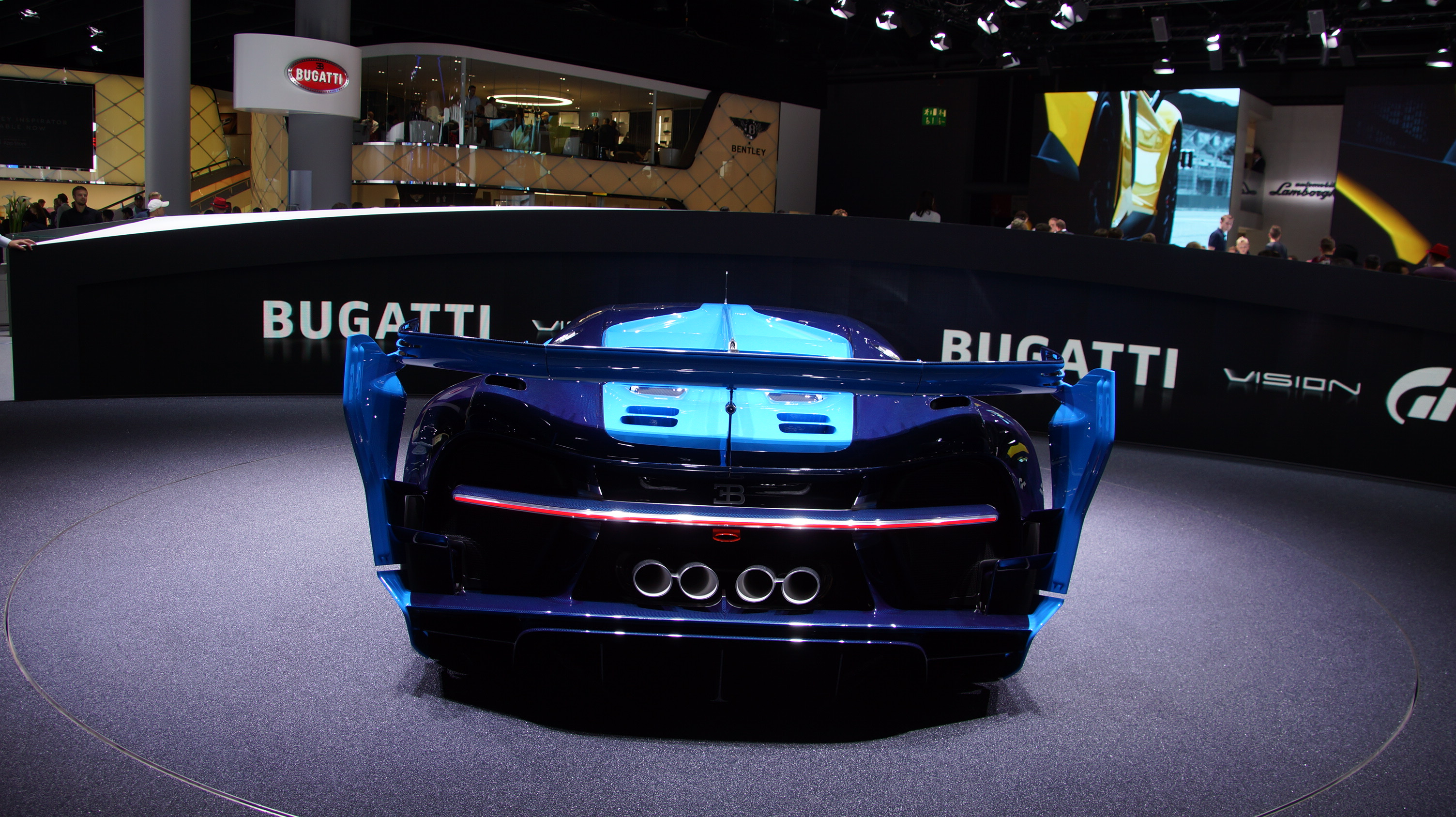
Vista trasera

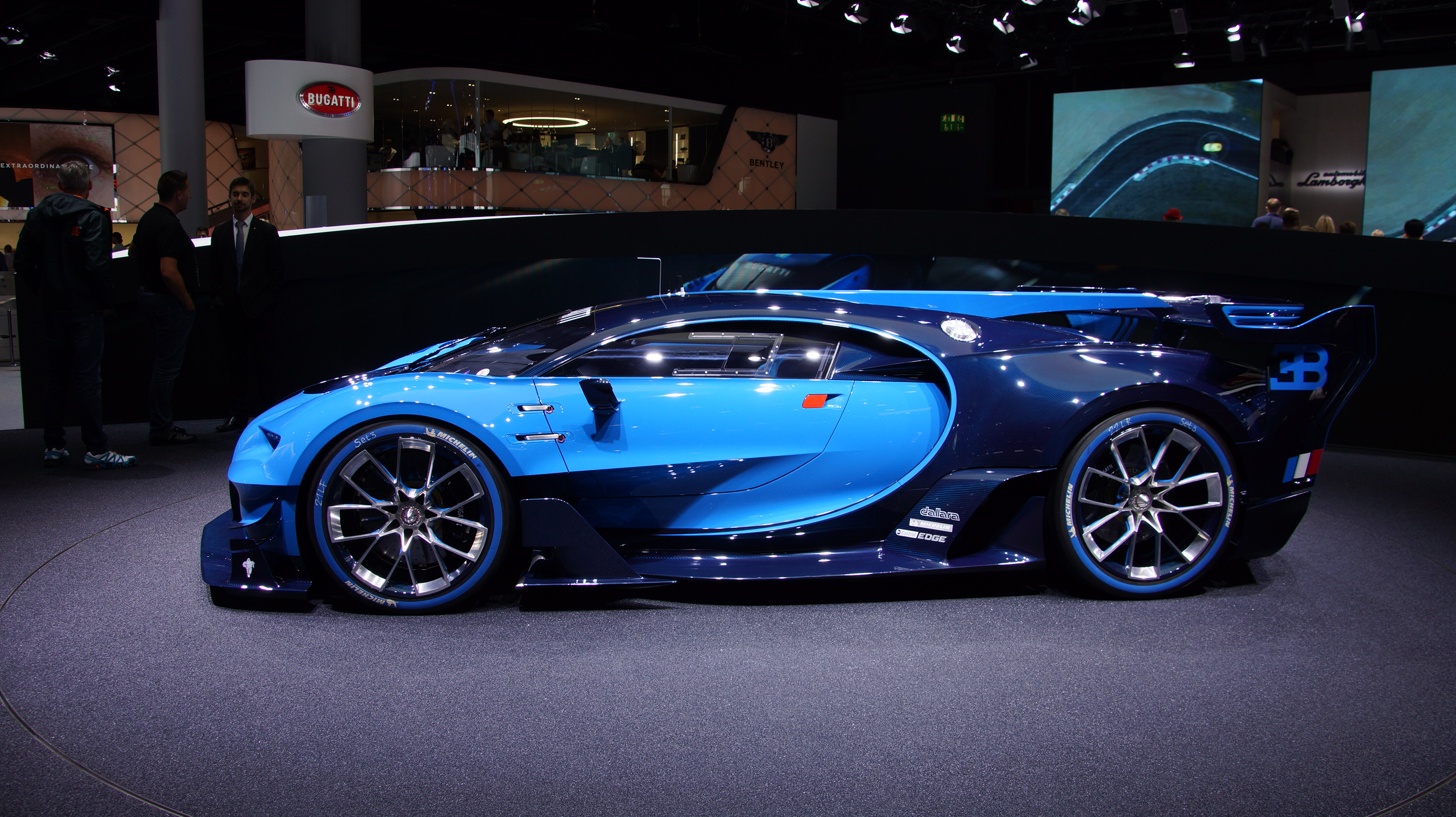
Vista lateral

El diseño del vehículo se basa en la tradición de carreras de la marca, cuya inspiración histórica provino particularmente del Bugatti Type 57C Tank, que fue el ganador de las 24 Horas de Le Mans de 1937 y 1939. Cuenta con tecnología de automovilismo de última generación, con grandes superficies convexas en contraste con transiciones cóncavas y líneas marcadas, cuyas proporciones son para un máximo rendimiento, es decir, de modo que cada componente del vehículo tenga una función de rendimiento real. La parrilla delantera en forma de herradura, actúa como soporte para el divisor (“splitter”) delantero muy bajo y con unas dimensiones que sobresalen sobre el perfil de la carrocería, está inspirado en el mundo de la competición. La aleta central, que proviene del legendario Type 57 SC Atlantic, hace una contribución importante a la estabilidad dinámica del coche y acomoda el sistema cinemático para el alerón trasero, que controla los retenedores de aire y el sistema de reducción de resistencia (DRS), el cual se encarga de que el aire caliente de los tubos de escape salga hacia atrás. Las ópticas, más estilizadas y agresivas que las del Veyron, también son otro rasgo característico y que, posteriormente, se verían sin mucha evolución también en el Chiron. Estas están diseñadas de tal forma que funcionan como toma de aire para refrigerar los frenos. La espina central que divide el coche, permite que a ambos lados entre aire hacia el motor para refrigerarlo, sin generar ningún tipo de turbulencia.
La arquitectura del interior es completamente funcional y sigue las líneas limpias del exterior, con cada aspecto optimizado para las carreras virtuales, donde todo va orientado hacia el piloto. Dispone de varios display de información: uno situado en el volante con la información básica del rendimiento y parámetros del coche; y otro situado en la columna de dirección donde se muestran las imágenes de las tres cámaras exteriores que permiten controlar el entorno. Además, se ha tratado de reducir el peso al mínimo utilizando fibra de carbono de color azul a juego con el resto del coche.

## Motorización
Para cumplir con las metas de rendimiento, tiene un motor W16 con cuatro turbos similar al del Veyron, que en teoría (no ha sido confirmado) produce 1650 HP (1673 CV; 1230 kW) y 1165 lb·pie (1580 N·m) de par máximo enviados a las cuatro ruedas, cifras ligeramente superiores a las del Chiron de serie. Era un proyecto lo más realista posible para presentar un Bugatti en el mundo virtual. El resultado es una simbiosis de tecnología, tradición y estética, donde cada característica del diseño tiene un propósito. Solamente existen dos juegos de neumáticos slicks provistos por Michelin en el mundo para este modelo.

## Propietarios
El modelo original fue adquirido por el príncipe Badr Bin Saud de Arabia Saudita. Posteriormente, a finales de 2017 fue revendido a un anónimo coleccionista de Los Ángeles.

## En la cultura popular
Aparece en la serie de videojuegos de carreras de Gran Turismo desarrollados por Polyphony Digital, tales como: Gran Turismo Sport y Gran Turismo 7. Posteriormente, también apareció en Asphalt 8: Airborne.